# Reconstruction de Rouen

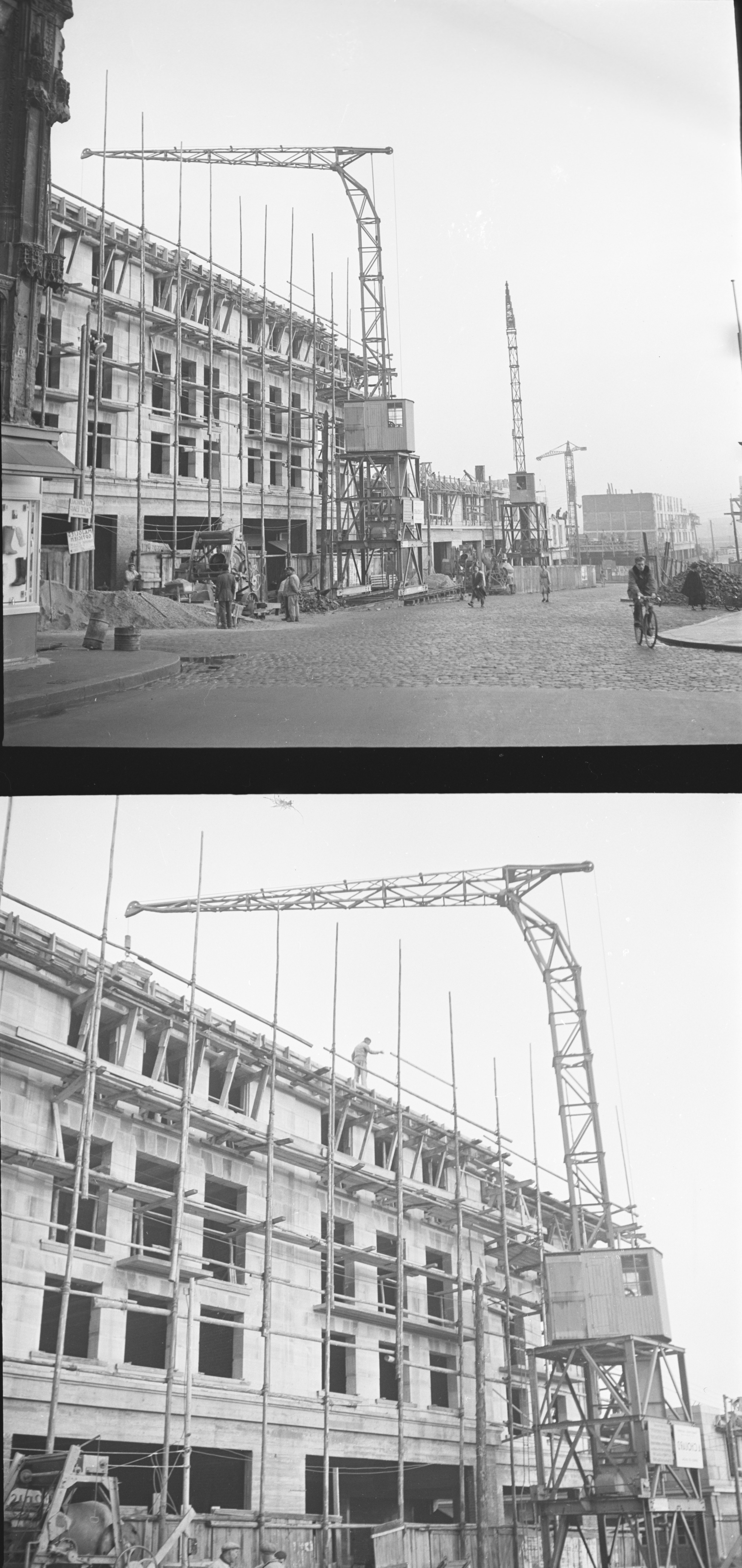
Rouen en chantier.

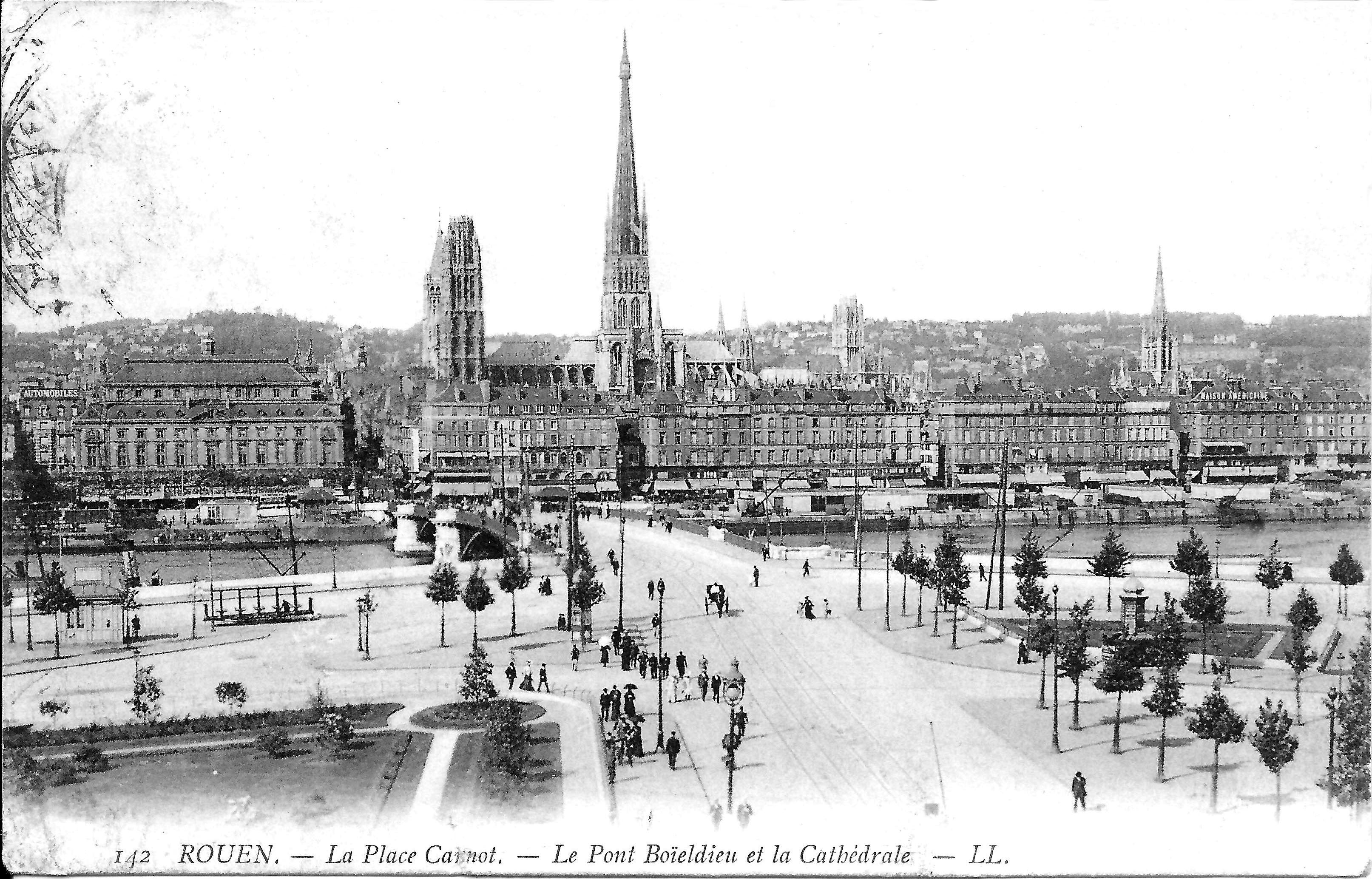
Vue de la place Carnot et de la cathédrale depuis la rive gauche.

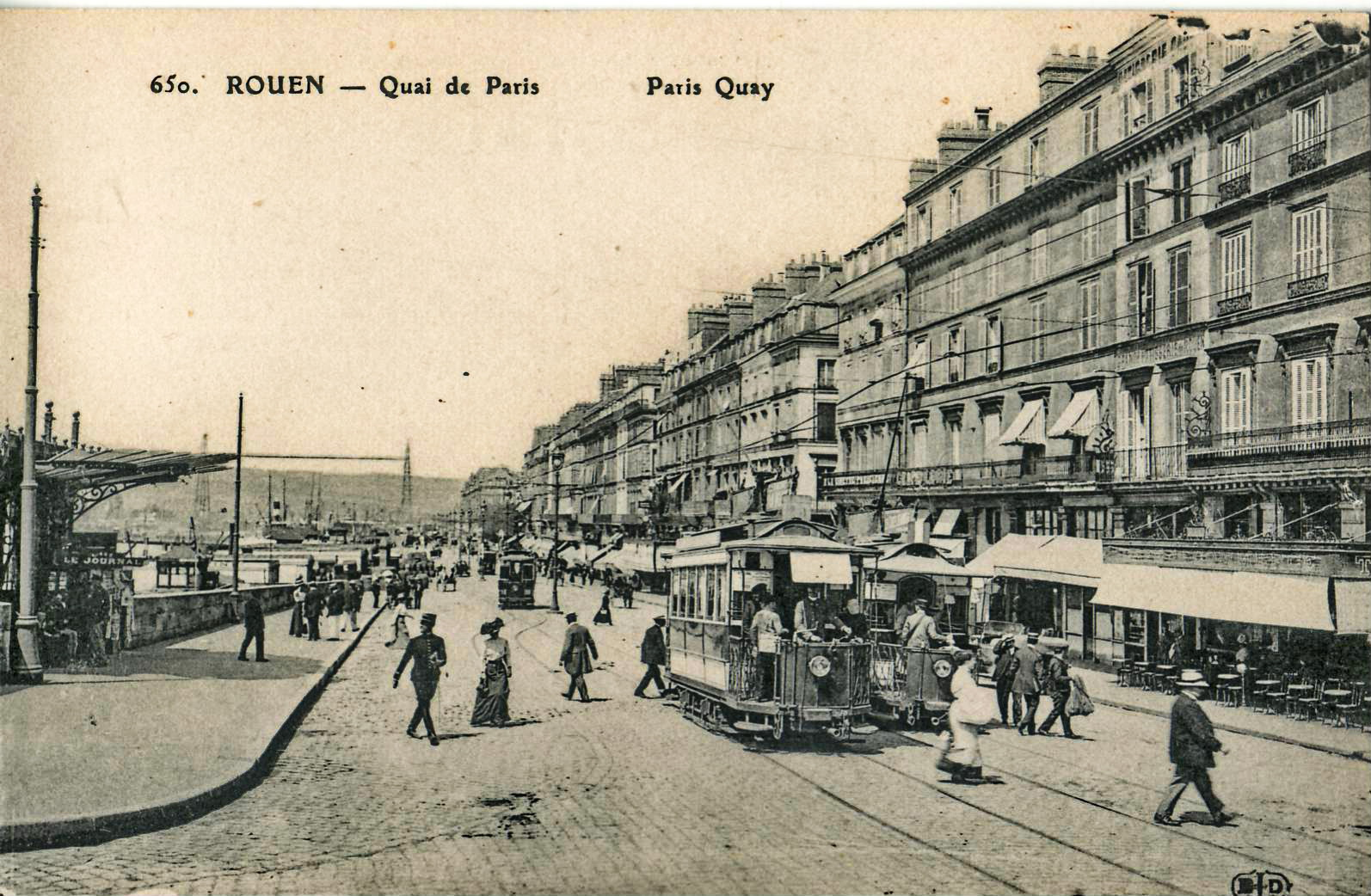
Quai de Paris avant la guerre.

La reconstruction de Rouen fait suite aux destructions subies par la ville de Rouen, en France, pendant la Seconde Guerre mondiale. La ville a subi des destructions par les bombardements et les incendies de 1940 à 1944.

## Destructions et projets de reconstruction

### 1940
Le 9 juin 1940, l'armée française, dans son repli, détruit les trois ponts sur la Seine que sont le pont Corneille, le pont Boieldieu et le pont transbordeur. À la suite d'un combat de chars au bas de la rue de la République, un incendie a ravagé le quartier compris entre la cathédrale et les quais. Les docks rive gauche sont détruits.
Des ponts provisoires sont installés pour rétablir la liaison entre les deux rives.

### Le Plan Gréber
Jacques Gréber arrive à Rouen en 1940 comme consultant du service technique d'urbanisme. Architecte et urbaniste en chef de la ville de Rouen, il fait des propositions d'embellissement pour la ville en profitant des destructions. Son travail s'attarde surtout rive droite avec un travail sur l'esplanade entre la cathédrale et le fleuve. Il prévoyait une surélévation des quais de 2 m entre les rues Armand-Carrel et Grand-Pont, seul secteur qui avait subi des destructions, pour créer une esplanade rive droite et permettre également un accès plus aisé aux ponts.
Pour la rive gauche, Gréber parle pour la première fois dans l'histoire de Rouen, d'embellissement, par le déplacement des usines les plus polluantes comme l'usine à gaz de la place des Emmurées et prévoit la création de vastes secteurs résidentiels entre la Seine et l'actuel cours Clemenceau. Il ne suit pas la même idéologie que pour la rive droite et utilise une écriture urbaine différente. Alors qu'il souhaite reconstruire en suivant le tracé des rues médiévales et en respectant un gabarit, il fait pour la rive gauche la proposition d'immeubles à redents pour profiter des vues créées sur la rive droite et la cathédrale. Les constructions sont comme des promontoires d'observation de la rive droite. Il crée des ensembles monumentaux et d'ordonnance architecturale sur les quais, la place Carnot (place triangulaire face au pont Boieldieu), la place Lafayette (tête sud du pont Pierre-Corneille) et au niveau du rond-point Lafayette (actuelle place Carnot). Les immeubles iraient jusqu'à 30 m de hauteur.
Tout ce travail s'accompagne d'expositions et de débats publics, qu'il tire de son expérience américaine, qui lui permet d'expliquer son travail et d'être confronté à l'avis des Rouennais.
Il réalise en 1943 une maquette de Rouen avec un projet pour la rive gauche qui s'affine. Il propose la création d'un nouveau centre-ville élargissant celui de la rive droite avec des points de vue monumentaux, une composition symétrique autour de places et des têtes de pont, et voulait créer un effet de densité et de compacité.

### 1944

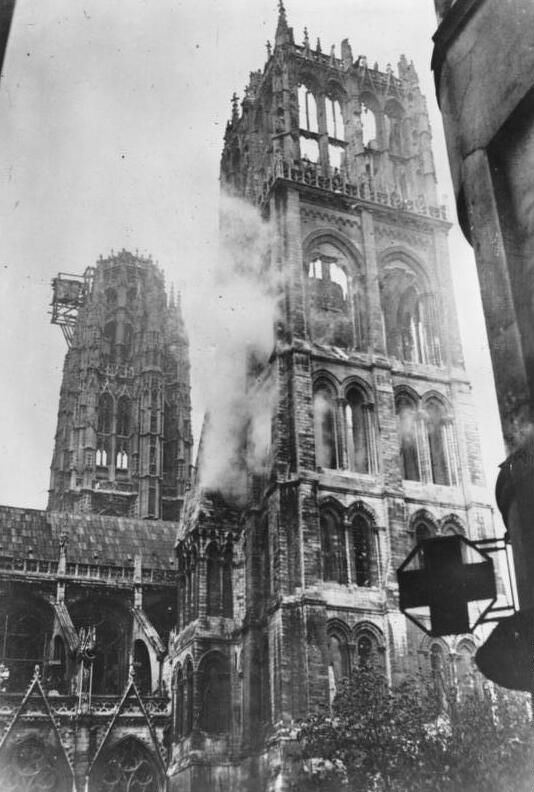
Incendie de la tour Saint-Romain durant la Semaine rouge.

La vague de bombardement du 19 avril et de la « semaine rouge » , en prévision du débarquement, voit la destruction du quartier des Carmes, les quais, l'église Saint-Vincent, la Bourse, le théâtre des Arts, l'hôtel des Douanes… La ville de Rouen, à 500 m de part et d'autre de la Seine, est ravagée par les bombes.

## Après-guerre
Les premières urgences consistent à rétablir les franchissements sur la Seine, dégager le port et construire des baraquements pour les sinistrés.

### La surélévation des quais
En 1945-1946, le projet « Paris-Port de Mer » prévoit la création d'un port à Gennevilliers aux portes de Paris. Cette proposition était réalisable par la destruction de tous les ponts en aval, causée par la guerre. Après négociations, les 10 m de tirant d'air ont pu être rabaissés à 7 m, soit 5 m au-dessus des quais existants, coupant ainsi la ville de son fleuve. La surélévation des quais initialement limitée aux deux ponts Corneille et Boieldieu se voit prolongée jusqu'à l'actuel pont Jeanne-d'Arc pour la rive gauche. Selon André Maurois, on a mis la « Seine en bouteille ». L'avantage d'un quai surélevé est un accès aisé aux ponts. Mais l'animation des quais reconnue avant guerre disparaît au profit d'une facilité de circulation automobile et ferroviaire, par la création de boulevards sur les quais et de voies de chemin de fer recouvertes. Selon Henri Bahrmann, la création des quais hauts permet la séparation des flux, qu'ils soient portuaires ou automobiles, et donne au fleuve grandeur et majesté. « La Seine sera à l'avenir l'avenue centrale d'une ville nouvelle. » 

### Rétablir les franchissements
Après la guerre, deux ponts provisoires sont installés : le pont Boieldieu et le pont du Bac (ou Mathilde). Du temps est mis pour la reconstruction des ponts à cause de la surélévation des quais.
Le premier pont reconstruit est le pont Corneille, inauguré en 1952. Il est deux fois plus large que l'ancien et est composé de 2 arches de 90 m. Suivent le pont Boieldieu inauguré en 1955 et le pont Jeanne-d'Arc en 1956.

### La Reconstruction
Après 1944, un changement de style s'opère. Les pastiches archéologiques et d'inspiration néo-classiques sont passés de mode depuis la Libération. À partir de 1945, l'écriture urbaine disparaît au profit d'une écriture autoroutière pour la rive gauche. Des modifications sont apportées au plan réalisé avant 1944 mais reste stable pour l'ensemble du projet. En 1947, malgré un travail inachevé, Gréber s'en va pour Ottawa poursuivre son étude commencée en 1937.
« Rouen, ville deux fois blessée, par la guerre d'abord, par l'urbanisme ensuite. » C'est par ces mots que qualifie Rouen Eugène Claudius-Petit, ministre de la Reconstruction et de l'Urbanisme en 1950. En effet, pour réaliser les nouveaux quais, les édifices encore debout près de la Seine ont dû être détruits notamment rive droite.
La réalisation des quais hauts et la démolition de bâtiments encore debout fait titrer le journal Paris-Normandie « Rouen, lanterne rouge de la Reconstruction. » Les nouveaux tracés et la nouvelle politique suivie pour la Reconstruction de Rouen obligent la démolition du viaduc Saint-Sever qui servait de liaison entre les deux gares Saint-Sever et Orléans. La ligne est alors déplacée pour se loger sous les boulevards des quais hauts. L'usine à gaz sera démontée plus tard.
Alors que Gréber quitte Rouen, une large équipe vient lui succéder :
- Jean Hautreux, délégué général de la Reconstruction ;
- Henri Bahrmann et Jean Fontaine qui élaborent le plan d'urbanisme d'ensemble ;
- François Herr et Jean Desmarest, architectes en chef qui réalisent la définition et la conception générale des îlots.

Des consultations ont lieu avec l'association des sinistrés, la ville de Rouen, les administrations diverses et la Chambre de commerce.
L'exécution se fait par les architectes en chef d'îlots qui détaillent le plan masse et réalisent le dessin des façades, et par des architectes d'opération qui n'ont aucun rôle de création.
L'ordonnancement des places pour la rive gauche, proposé par J. Gréber, est abandonné tout comme l'ordonnancement architectural sauf pour les rues Lafayette et quai Cavelier-de-La-Salle. Bahrmann et Fontaine fixent le plan masse de la rive gauche, qui s'inspire des principes des grands ensembles mais un soin est porté à la densité des équipements et des espaces verts.
La Revue de Rouen voit comme une amélioration les transformations rive gauche, notamment l'élargissement des voies de circulation. Et le maillage grand et simple permettant la construction d'immeubles au volume convenable « ne pourraient être que beaux et bien traitées »[Quoi ?].
Dès la fin 1950, Henri Bahrmann, inspecteur général de l'Urbanisme (successeur de Joseph Marrast), annonce une transformation radicale de la rive gauche, qui aura ses administrations, ses bureaux et ses quartiers résidentiels comme la rive droite. Il établit avec Fontaine le plan définitif d'aménagement et de reconstruction de la rive gauche en 1957 et sera approuvé en 1960.
La reconstruction du centre-ville de Rouen (quartier du Grand-Pont et front de Seine) reçoit le label « architecture contemporaine remarquable » en 2000.

#### Îlots et architectes
| N° îlot                         | Localisation                                                                                             | Architectes                                               | Année du début de la construction | Rive        | Illus. |
| ------------------------------- | --- | --------------------------------------------------------- | --------------------------------- | ----------- | ------ |
| 1                               | Rue Grand-Pont Quai Pierre-Corneille Rue de la Tour-de-Beurre Rue de la Savonnerie                       | Paul Koch Edmond Lair                                     | 1950                              | Rive droite |        |
| 2                               | Rue Grand-Pont Quai de la Bourse Rue de la Champmeslé Rue Saint-Étienne-des-Tonneliers                   | Paul Koch                                                 | 1950                              | Rive droite |        |
| 3                               | Rue Grand-Pont Rue de la Champmeslé Rue Saint-Étienne-des-Tonneliers                                     | André Gini                                                | 1950                              | Rive droite |        |
| 4                               | Rue Grand-Pont Rue de la Tour-de-Beurre Rue de la Savonnerie Rue du Général-Leclerc                      | Gilbert François Robert Dumesnil                          | 1951                              | Rive droite |        |
| 5                               | Rue Grand-Pont Rue de la Tour-de-Beurre Place de la Cathédrale Rue du Général-Leclerc                    | Fernand Hamelet Leroux                                    | 1950                              | Rive droite |        |
| 6                               | Rue Grand-Pont Rue de la Champmeslé Rue aux Ours Rue du Général-Leclerc                                  | Roger Pruvost                                             | 1950                              | Rive droite |        |
| 7                               | Rue Grand-Pont Rue de la Champmeslé Rue aux Ours Rue du Petit-Salut                                      | André Lancesseur Fernand Hamelet                          | 1950                              | Rive droite |        |
| 8                               | | Georges Thurin                                            | 1951                              | Rive droite |        |
| 9                               | Quai de la Bourse Rue Jacques-Lelieur Rue de la Champmeslé                                               | Pierre-Maurice Lefebvre                                   | 1951                              | Rive droite |        |
| 9b                              | Rue Saint-Étienne-des-Tonneliers Rue Jacques-Lelieur Rue de la Champmeslé                                | Robert Genermont                                          | 1951                              | Rive droite |        |
| 10                              | Place du Gaillardbois                                                                                    | Jean Maillard                                             | 1951                              | Rive droite |        |
| 11                              | Rue du Bac Rue de la Tour-de-Beurre Rue de la Savonnerie Rue du Général-Leclerc                          | Henri Tougard                                             | 1951                              | Rive droite |        |
| A - Nouvelles Galeries          | Rue Grand-Pont Rue de la Champmeslé Rue du Général-Leclerc                                               | Georges Feray André Robinne Roger Bonnet                  | 1950                              | Rive droite |        |
| B - Palais des Consuls          | Quai de la Bourse Rue du Docteur-Robert-Rambert Rue Jacques-Lelieur Passage Saint-Étienne-des-Tonneliers | Robert Flavigny François Herr Roger Pruvost Pierre Chirol | 1951                              | Rive droite |        |
| C - Halle aux Toiles            | Place de la Haute-Vieille-Tour Place de la Basse-Vieille-Tour Place du Gaillardbois                      | Henri Julien Raymond Barbé                                | 1957                              | Rive droite |        |
| D - Théâtre des Arts            | Quai de la Bourse Rue du Docteur-Robert-Rambert Rue Jeanne-d'Arc Rue du Général-Leclerc                  | Robert Levasseur Jean Maillard Pierre Sonrel              | 1952                              | Rive droite |        |
| E - ISAI des Docks              | Rue Pierre-Chirol Rue Michel-Corrette                                                                    | Jean Fayeton Edmond Lair Roger Pruvost André Remondet     | 1950                              | Rive gauche |        |
| F - Tour de la Sécurité Sociale | Rue Pierre-Chirol Rue Poret-de-Blosseville Boulevard d'Orléans Rue Michel-Corrette                       | Henri Tougard Roger Bonnet Michel Ratier                  | 1955                              | Rive gauche |        |
| G - Préfecture                  | Quai Jean-Moulin Rue Saint-Sever Avenue Champlain Cours Clemenceau                                       | Henri Bahrmann Raoul Leroy Rodolphe Dussaux               | 1958                              | Rive gauche |        |
| H - Cité administrative         | Quai Jean-Moulin Rue Saint-Sever Avenue Jacques-Cartier Cours Clemenceau                                 | Robert Genermont                                          | 1958                              | Rive gauche |        |

#### Le Théâtre des Arts

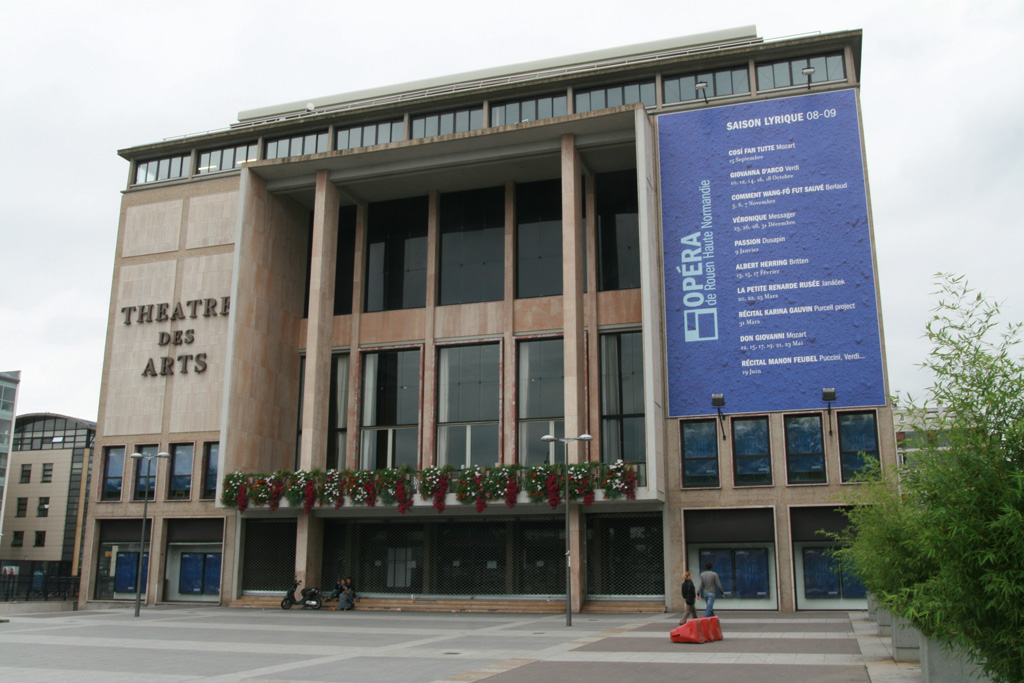
Le Théâtre des Arts depuis le parvis

La ville de Rouen décide la démolition totale et définitive du théâtre Sauvageot, inauguré en 1882 et détruit lors des bombardements du 10 juin 1944, et sa reconstruction au bas de la rue Jeanne-d'Arc rive droite. La reconstruction d'un nouveau théâtre doit attendre la signature de la convention des « dommages de guerre » pour que commencent les études.
Construit entre 1952 et 1962 à un emplacement différent assuré par les architectes Jean Maillard et Robert Levasseur, en collaboration avec le scénographe Pierre Sonrel et l'entreprise Lanfry. Interrompus en 1954 à cause des réductions de crédits, les travaux ne reprennent qu'en 1958. Le projet d'origine est toutefois considérablement modifié : les plans sont revus et voient la suppression d'une grande salle de musique de 500 places au-dessus du foyer. L'inauguration a lieu le 11 décembre 1962 en présence du maire Bernard Tissot et de son adjoint aux Beaux-Arts, le docteur Rambert.

#### Le Palais des Consuls
La première pierre du nouveau palais des Consuls est posée en 1952. Il est l'œuvre de quatre architectes : Pierre Chirol, Robert Flavigny, François Herr et Roger Pruvost. Il est inauguré en 1956 par Paul Ramadier.
La façade principale donne sur le quai de la Bourse. Elle est constituée d'un socle, d'un étage noble monumental et d'un attique. En béton, le bâtiment est recouvert de pierre.
Les ferronneries sont de Raymond Subes. L'escalier et sa rampe sont classés. Les bas-reliefs sont de Maurice de Bus. Le mobilier intérieur a été dessiné par André Arbus et Jacques Adnet.

#### Immeuble des Docks
Les immeubles sans affectation immédiate (ISAI) ont pour but de dédommager ceux qui ont vu leur bien détruit par la guerre. Édifié sur la rive gauche, l'immeuble des Docks a été réalisé par les architectes Jean Fayeton, André Remondet, Noël Cambrisson, Edmond Lair et Roger Pruvost. Conçus à l'origine sous la forme de trois corps de bâtiments séparés, seuls deux ont été montés. Ces deux immeubles monolithes recouverts de pierre avec des baies saillantes sont formés d'un dernier étage formant un pont habité. Chacun accueille 60 appartements. Constitué d'une ossature en béton armé, le remplissage se fait par des parpaings creux revêtus de dalle de pierre de 5 cm d'épaisseur et d'un cadre pour la baie.

#### Tour de la Caisse Vieillesse
Autour de cette construction s'élèvent les réalisations d'Henri Tougard parmi lesquelles la Tour de la Caisse Vieillesse, menée en collaboration avec André Robinne, Robert Bonnet et Michel Ratier. Quinze années après la fin de la guerre, le quartier n'est encore qu'un vaste chantier. En 1956, le quartier qui accueillera 5 000 habitants est achevé. La dé-densification du centre reconstruit se fait à l'avantage des catégories aisées rive droite notamment, ce qui accentue le déséquilibre rive gauche - rive droite. Et sur les 10 000 logements détruits, la Reconstruction n'en a fourni que 3 000.
Cette tour de bureaux, aujourd'hui transformée en résidence pour étudiants Mac Orlan, est le premier « gratte-ciel » de Rouen avec quinze étages. Elle constitue un repère au milieu des barres d'une hauteur uniforme, constituées de logements.

#### Les quartiers administratifs
Les services administratifs étaient dispersés aux quatre coins de Rouen. Il est décidé en 1953 de tout regrouper de part et d'autre de l'ancienne place Carnot. Les travaux pour la réalisation de la Préfecture (actuel Hôtel du Département) commencent en 1957 et s'achèvent en 1963. La tour des Archives, haute de 89 m et de 28 étages, réalisation d'Henri Bahrmann, Raoul Leroy et Rodolphe Dussaux, constitue le pendant de la tour-lanterne de la cathédrale rive gauche. La Cité administrative, plus simple dans sa conception, ouvre en 1966. Le transfert de la Préfecture et la création d'une Cité administrative rééquilibrent les fonctions centrales et amorcent la revalorisation de la rive gauche.
Toutefois, cette réalisation accompagnée du cours Clemenceau crée un point de rupture et éloigne la vie rive gauche à l'intérieur des terres, contrairement à la volonté de rapprochement des deux rives.

### La restauration des monuments historiques

#### La cathédrale
Un incendie touche la charpente du bas-côté sud le 9 juin 1940 après l’incendie du quartier compris entre la cathédrale et la Seine. Dans la nuit du 18 au 19 avril 1944, la cathédrale est éventrée par sept torpilles dont une, tombée dans le chœur, n’explosera pas. Les bas-côtés de la nef et les chapelles du collatéral sud, sauf une, sont détruites. De plus, un des quatre piliers soutenant la flèche est gravement endommagé. Le pilier sera rapidement renforcé et étayé par l’entreprise Lanfry, pour empêcher la flèche de s’abattre sur l’ensemble de la structure. La nef restera debout grâce aux arcs-boutants de la chapelle Sainte-Catherine qui l’ont soutenue à eux seuls. Le souffle des explosions éventre les grandes roses du transept et de la façade occidentale. Lors de la semaine rouge, le 1er juin, la tour Saint-Romain s'enflamme, causant la chute des cloches. L’incendie se propage aux bas-côtés, à la nef, jusqu'à la cour des Libraires.
Les travaux de restauration sont menés par Albert Chauvel, architecte en chef des monuments historiques, des architectes Franchette et Grégoire et de l'entreprise de Georges Lanfry. Après déblaiements et consolidations, la restauration se met en place. La cathédrale est finalement rouverte, ainsi que le nouveau maître-autel consacré par l'archevêque Martin le 17 juin 1956 en présence de René Coty.
Des travaux de restauration permettent à la tour Saint-Romain de retrouver sa toiture en hache couverte d'ardoises.

#### La halle aux Toiles
Presque entièrement détruite en 1940 par l'incendie et en 1944 par des bombardements alliés durant la « Semaine rouge », la halle aux Toiles est reconstruite après-guerre. Son mur nord et la fierte Saint-Romain étaient les seules constructions encore debout entre la cathédrale et la Seine : à ce titre, ils ont été conservés.
Sa reconstruction est confiée aux architectes Raymond Barbé, DPLG à Rouen, et Henri Jullien, ABF à Paris. Barbé réalise des voûtes en béton visibles de la salle à l'étage, accessible depuis un escalier d'honneur dont le garde-corps a été réalisé par Raymond Subes. De nombreux artistes ont participé à son aménagement intérieur avec un ameublement de Maxime Old, des sculptures de Jean-Pierre Demarchi, Robert Couturier et René Collamarini et des décors de Robert Savary, Léon Toublanc et Roger Tolmer.
Contre sa face ouest se trouve un monument en mémoire des victimes des bombardements de 1940 et 1944 : il s'agit de la porte principale de l'ancien hôtel des Douanes de Rouen.

### Filmographie
- Louis Cuny, Rouen: Martyre d'une Cité, 1945, voir la vidéo en ligne
- Henri Sergent, 1950: la Reconstruction, 1950, voir la vidéo en ligne